# Accumulateur métal-air

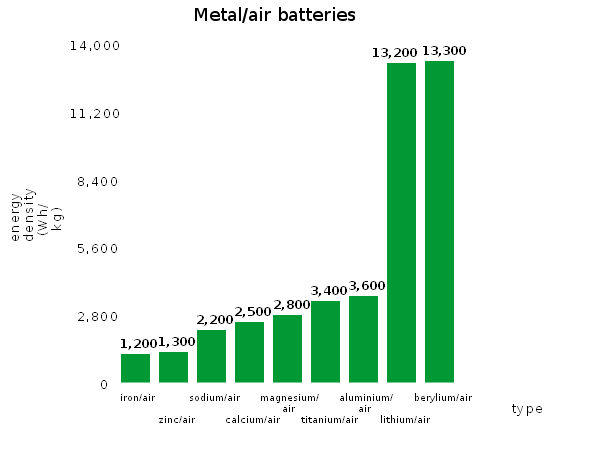
Densité énergétique des accumulateurs métal–air en fonction du métal utilisé.

Un accumulateur métal-air (ou batterie métal-air) est une cellule électrochimique constituée d'une anode en métal pur, d'une cathode utilisant l'air ambiant, et d'un électrolyte en solution aqueuse  ou aprotique,. 

## Principe de fonctionnement
Cette conception de cellule tire parti de l'hygrométrie naturelle de l'air ambiant pour former un catholyte in situ, par exemple via la propriété déliquescente du NaOH (la réaction électrochimique - réversible - de Na2CO3·xH2O est alors activée ; et sa cinétique est  facilitée).
Pendant la décharge d'un accumulateur de ce type, il se produit une réaction de réduction avec l'air sur la cathode, tandis que l'anode métallique est oxydée. L'utilisation d'air ambiant plutôt que d'oxygène dans les systèmes électrochimiques permet d'éviter que le CO2 et la vapeur d'eau (H2O) de l’air ne causent des réactions physicochimiques irréversibles (ex :  formation de carbonates et d’hydroxydes qui dégraderaient la batterie et ses performances). 

## Intérêt et limites
La densité massique d'énergie et la densité d'énergie de ces composants sont plus élevées que celles des accumulateurs lithium-ion, ce qui en fait de bons candidats pour les véhicules électriques. 
Le développement de ces technologies s'est cependant heurté à des difficultés au niveau des anodes métalliques, des catalyseurs et des électrolytes,, bien qu'elles aient malgré tout des applications commerciales.

## Types
Le tableau suivant compare différentes caractéristiques des accumulateurs métal-air selon le métal utilisé :
| Accumulateur métal-air | Densité massique d'énergie théorique (Oxygène inclus) | Densité massique d'énergie théorique (Oxygène exclus) | Tension de circuit ouvert calculée |
| ---------------------- | ----------------------------------------------------- | ----------------------------------------------------- | ---------------------------------- |
| Lithium-air            | 5 210 Wh/kg                                           | 11 140 Wh/kg                                          | 2,91 V                             |
| Aluminium-air          | 4 300 Wh/kg                                           | 8 140 Wh/kg                                           | 1,2 V                              |
| Silicium-air (en)      | 4 217 Wh/kg                                           | 9 036 Wh/kg                                           | 1,6 V                              |
| Calcium-air            | 2 990 Wh/kg                                           | 4 180 Wh/kg                                           | 3,12 V                             |
| Magnésium-air (en)     | 2 789 Wh/kg                                           | 6 462 Wh/kg                                           | 2,93 V                             |
| Sodium–air             | 1 677 Wh/kg                                           | 2 260 Wh/kg                                           | 2,3 V                              |
| Germanium–air          | 1 480 Wh/kg                                           | 7 850 Wh/kg                                           | 1 V                                |
| Fer–air                | 1 431 Wh/kg                                           | 2 044 Wh/kg                                           | 1,3 V                              |
| Zinc-air               | 1 090 Wh/kg                                           | 1 350 Wh/kg                                           | 1,65 V                             |
| Potassium-air          | 935 Wh/kg                                             | 1 700 Wh/kg                                           | 2,48 V                             |
| Étain-air à 1 000 K    | 860 Wh/kg                                             | 6 250 Wh/kg                                           | 0,95 V                             |